# 危朝安
危朝安（1955年10月—），男，江西南城人，中华人民共和国政治人物。江西财经学院计划统计系国民经济计划专业毕业，中共中央党校在职研究生班法学原理专业在职研究生学历。

## 生平
1955年出生在江西南城。1968年11月参加工作。1983年5月加入中国共产党。同年毕业于江西财经学院计划统计系国民经济计划专业，后任江西省计委农业处干部。1984年进入中共江西省委工作，历任省委办公厅秘书，副处级、正处级秘书。1990年调任江西省吉湖农业综合开发办副主任；次年任江西省计委农业处处长。1993年，调任江西省农业厅（农牧渔业厅）副厅长、党组成员。1995年，任江西省乡镇企业管理局局长、党组书记。1997年出任江西省农业厅厅长、党组书记。1999年9月，调任中共宜春地委书记。2000年8月宜春撤地设市后，任中共宜春市委书记、市人大常委会主任。2003年1月，升任江西省人民政府副省长、党组成员。
2006年1月，调任中华人民共和国农业部副部长、党组成员。2009年6月，出任农业部常务副部长、党组副书记，国务院扶贫开发领导小组副组长，国务院三峡工程建设委员会委员。
2011年11月，调任中共广西壮族自治区党委副书记。2016年1月，当选广西壮族自治区人大常委会副主任。